# Вимислово (Ґостинський повіт)
Вимислово (пол. Wymysłowo) — село в Польщі, у гміні Кробя Гостинського повіту Великопольського воєводства.
Населення — 160 осіб (2011).
У 1975-1998 роках село належало до Лешненського воєводства.

## Демографія
Демографічна структура станом на 31 березня 2011 року:
|          | Загалом | Допрацездатний вік | Працездатний вік | Постпрацездатний вік |
| -------- | ------- | ------------------ | ---------------- | -------------------- |
| Чоловіки | 78      | 21                 | 51               | 6                    |
| Жінки    | 82      | 12                 | 60               | 10                   |
| Разом    | 160     | 33                 | 111              | 16                   |